# Codonopsis cordifolioidea
Codonopsis cordifolioidea är en klockväxtart som beskrevs av Pu Chiu Tsoong. Codonopsis cordifolioidea ingår i släktet Codonopsis, och familjen klockväxter. Inga underarter finns listade i Catalogue of Life.